# Fred Grace
Frederick Grace, detto Fred (29 febbraio 1884 – Ilford, 23 luglio 1964), è stato un pugile britannico.
Ha vinto la medaglia d'oro olimpica nel pugilato alle Olimpiadi 1908 svoltesi a Londra, in particolare nella categoria pesi leggeri battendo in finale il connazionale Fred Spiller.